# Cikasto govedo
Cikasto govedo ali cika je slovenska avtohtona pasma domačega goveda. Rdeče do kostanjevo rjave krave te pasme so vajene muljenja trave na alpskih pašnikih, tradicionalno pa so jih gojili predvsem kot krave mlekarice, ki so ljudem dajale mleko in skrbele za teleta. Slovenska cika je edina še ohranjena slovenska avtohtona pasma goveda.

## Izvor in razširjenost
Ta slovenska pasma goveda izvira iz severozahodnih alpskih predelov Slovenije. Eno najpomembnejših območij, ki se jih povezuje z nastankom in začetki vzreje cikastega goveda, je slovenska kotlina Bohinj. Ta je poznan kot središče alpskega planšarstva v Sloveniji. Ločimo dve geografski podskupini tega goveda; tolminsko in bohinjsko cikasto govedo.
V preteklosti je slovenska cika veljala za najštevilčnejšo pasmo goveda v Sloveniji, še posebej pogoste pa bile te krave v alpskih predelih severozahodne Slovenije. Okoli leta 1964 so rejci v Slovenijo vpeljali nekaj tujih pasem goveda, med katerimi sta izstopali germanski pasmi, lisasto in rjavo govedo. Zaradi nadomeščanja cikastega goveda z novimi pasmami se je populacija slovenske cike močno zmanjšala in skoraj je prišlo do izumrtja celotne pasme.
Po vloženem naporu si je pasma opomogla in dandanes se cikasto govedo goji v skoraj vseh regijah Slovenije, največje populacije pa je moč najti v gorenjski, savinjski in osrednjeslovenski statistični regiji. Leta 2020 naj bi bilo približno 5530 osebkov cikastega goveda, pri čemer je bila populacija te pasme označena kot naraščajoča. Za primerjavo spreminjanja številčnosti cikastega goveda služi podatek iz leta 2003, ko naj bi bilo pri rejcih le okoli 900 krav. V letu 2011 je bilo 736 registriranih rejcev, med katerimi je velika večina imela zgolj eno žival te pasme na svoji kmetiji.

## Opis

### Izgled
To pasmo določajo razmeroma lahke krave majhnega okvirja, ki imajo enobarvno glavo, rožnato obarvan širok gobec in tanke rogove, ki so usmerjeni navzgor. Krave imajo navadno rdečkast do kostanjevo rjav kožuh z neprekinjeno belo linijo, ki prekriva osrednji del hrbta živali, njihova stegna, trebušni predel, pleča in golena. Pri nekaterih osebkih je beli pas manj viden in tanjši, včasih celo manjka.

### Značilnosti in uporaba
Ta pasma goveda je vajena paše na raznolikih alpskih travnikih, vključujoč strme, kamnite in skorajda nedostopne pašnike. Relativno nezahtevne krave so znane po svoji dobri plodnosti, močno izraženem materinskem čutu in dolgi življenjski dobi.
Cikasto govedo je prepoznavno po visokem donosu mleka in se pretežno uporablja kot krava mlekarica (za proizvodnjo mleka in mlečnih izdelkov, kot so denimo sir, skuta in jogurt). Določene osebke se goji tudi kot mesne krave. V nekaterih primerih se odrasle krave ženskega spola uporablja za vzrejo telet, ki so namenjana za zakol in pridobivanje mesa. Uporabni so tudi biki slovenske cike, ki mesni industriji koristijo zaradi razmeroma tankih kosti – kar pomeni, da je odstotek razpoložljivega mesa višji.

## Galerija
- Tele cikastega goveda s prepoznavno belo linijo
- Vprežena krava cika
- Prikaz ptujskega plemenskega živinskega sejma